# Melilotus neapolitanus
Melilotus neapolitanus är en ärtväxtart som beskrevs av Michele Tenore. Enligt Catalogue of Life ingår Melilotus neapolitanus i släktet sötväpplingar och familjen ärtväxter, men enligt Dyntaxa är tillhörigheten istället släktet sötväpplingar och familjen ärtväxter. Arten förekommer tillfälligt i Sverige, men reproducerar sig inte. Inga underarter finns listade i Catalogue of Life.